# چوب‌تلخ
چوب‌تلخ (نام علمی: Picrasma quassioides) نام یک گونه از تیره عرعریان است.

## نگارخانه

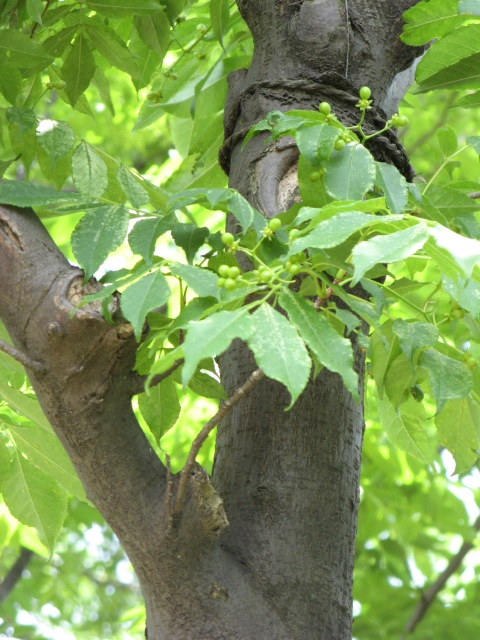